# 安多尼·瑪利亞·羅烏科·巴雷拉
安多尼·瑪利亞·羅烏科·巴雷拉（西班牙語：Antonio María Rouco Varela；1936年8月24日—）是天主教西班牙司鐸級樞機。也是馬德里總教區榮休總主教。

## 生平
安多尼於1936年8月24日在西班牙第二共和國加利西亞自治區盧戈省的市鎮比拉爾瓦出生，有四個兄弟姐妹。他曾就讀於在蒙多涅多的神學院及宗座薩拉曼卡大學（1954年至1958年）獲得了神學執照。
他於1959年3月28日在蒙多涅多-費羅爾教區晉鐸。然後，他在慕尼黑大學深造，於1964年獲得教會法學博士學位，論文是《16世紀西班牙的政教關係》。他曾在蒙多涅多的神學院和慕尼黑大學教受基本神學和教會法。
1976年10月31日首牧，並任命為聖地亞哥-德孔波斯特拉總教區輔理主教，領格爾吉斯領銜教區主教銜。1984年5月9日，任為聖地亞哥-德孔波斯特拉總教區總主教。1994年7月28日，教宗若望保祿二世將他任命為馬德里總教區總主教。
1998年2月21日，被任為司鐸級樞機。曾參與2005年及2013年教宗選舉秘密會議。2013年11月30日任聖座教育部成員。直到2014年8月28日榮休，及由嘉祿·奧索羅·西耶拉接替成為馬德里總教區正權總主教。